# Лаудруп, Андреас
Андреас Рец Лаудруп (дат. Andreas Retz Laudrup; 10 ноября 1990, Барселона) — датский футболист, полузащитник.

## Клубная карьера
Андреас начинал заниматься футболом в системах БСВ, «Люнгбю» и «Реала». В 2009 году он присоединился к клубу датской Суперлиги «Норшелланн». Андреас дебютировал за команду в конце сезона 2008/09, проведя три матча. В следующем сезоне игрок провёл уже 15 игр и забил один мяч. В следующих двух сезонах Андреас стал важной частью состава «Норшелланна» и регулярно появлялся на поле. В сезоне 2011/12 он стал чемпионом Дании.

## Карьера в сборной
Андреас играл за все юношеские и молодёжные сборные своей страны. За молодёжную сборную Дании он провёл девять игр и забил два гола.

## Личная жизнь
Андреас — сын известного датского футболиста и тренера Микаэля Лаудрупа. Его старший брат Мадс Лаудруп — тоже футболист.

## Достижения
- Чемпион Дании (1): 2011/12
- Обладатель Кубка Дании (2): 2009/10, 2010/11